# 勝烈庵
勝烈庵（かつれつあん）は、神奈川県横浜市中区にある株式会社勝烈庵が運営する洋食店。後述のように複数店舗展開もしている。

## 歴史
創業者の小澤竹蔵は慶応義塾大学卒業後、岩井商店（現在の双日）、スタンダード・オイル、デンマーク名誉領事等を歴任。大正の終わりごろから昭和の初めごろ、東京の飲食店で豚カツを食べたところ、中心まで火が通るよう強火で揚げられたそれは衣が焦げ、肉も硬くなってしまっていた。食通の竹蔵は、少し工夫すれば美味しくなるのに、と残念に思い、豚のヒレ肉の筋を切り四角く整形する調理法を考案。周囲の反対もあったが、1927年（昭和3年）3月に、真砂町に勝烈庵を開店。繁盛店となり、いくつかの支店も出したが第二次世界大戦の強制疎開のため一時閉店。戦後、カフェの元経営者である本多マサオに暖簾を譲る。戦後の混乱の落ち着いた1956年、横浜駅西口の横浜駅名店街（現在の相鉄ジョイナス）で店舗を再開。その後、常盤町に馬車道総本店を開店した。1957年4月25日には法人化し、株式会社勝烈庵を設立した。
勝烈庵の店名には、「商売をするからには烈しく勝たなければいけない」という思いと提供するカツレツをかけ、さらに引退した者が最後に入る場所として「庵」を合わせ、人生を賭した勝負にかける創業者の熱意が込められている。この名称は商標登録されており、退職した元従業員が同名の店を出したところ、訴訟でこれを退けたことがある。

## 店舗

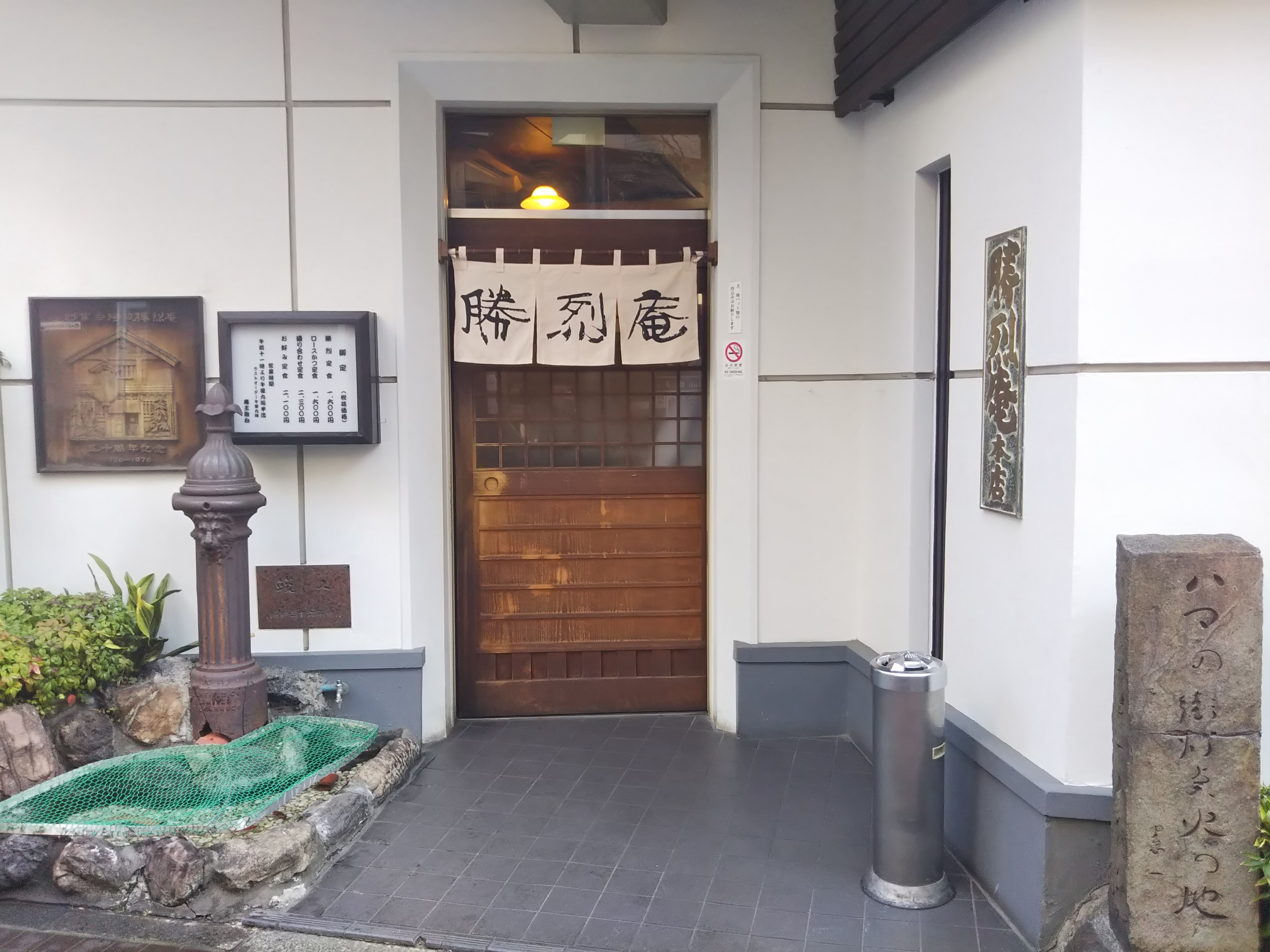
本店入口。左側に獅子頭共用栓、右側には「ハマの街灯点火の地」の碑。暖簾の文字は棟方志功の書。

馬車道総本店は馬車道の1本西側の六道の辻通りに面する。北側には、系列企業で弁当や総菜の製造を行う「勝烈庵フーズ」が隣接する。六道の辻通りの向かいには系列のレストラン・喫茶店の「馬車道十番館」があり、洋菓子の製造のほかカツレツのパン粉もここで製造される。
店のロゴは棟方志功によるものであり、総本店の店内には志功の書や絵画が多数飾られている。このコレクションを収集したのは創業者から事業を受け継いだ本多正道・マサオ夫妻で、志功も実際に店を訪れカツレツを楽しんだ。
勝烈庵の店舗は馬車道総本店のほか相鉄ジョイナス店・鶴屋町店(2021年１月31日に閉店)・鎌倉店があり、このほか勝烈庵フーズの物販店舗が横浜市内や鎌倉市大船の主要百貨店・ショッピングセンター等に出店している。

## 特徴

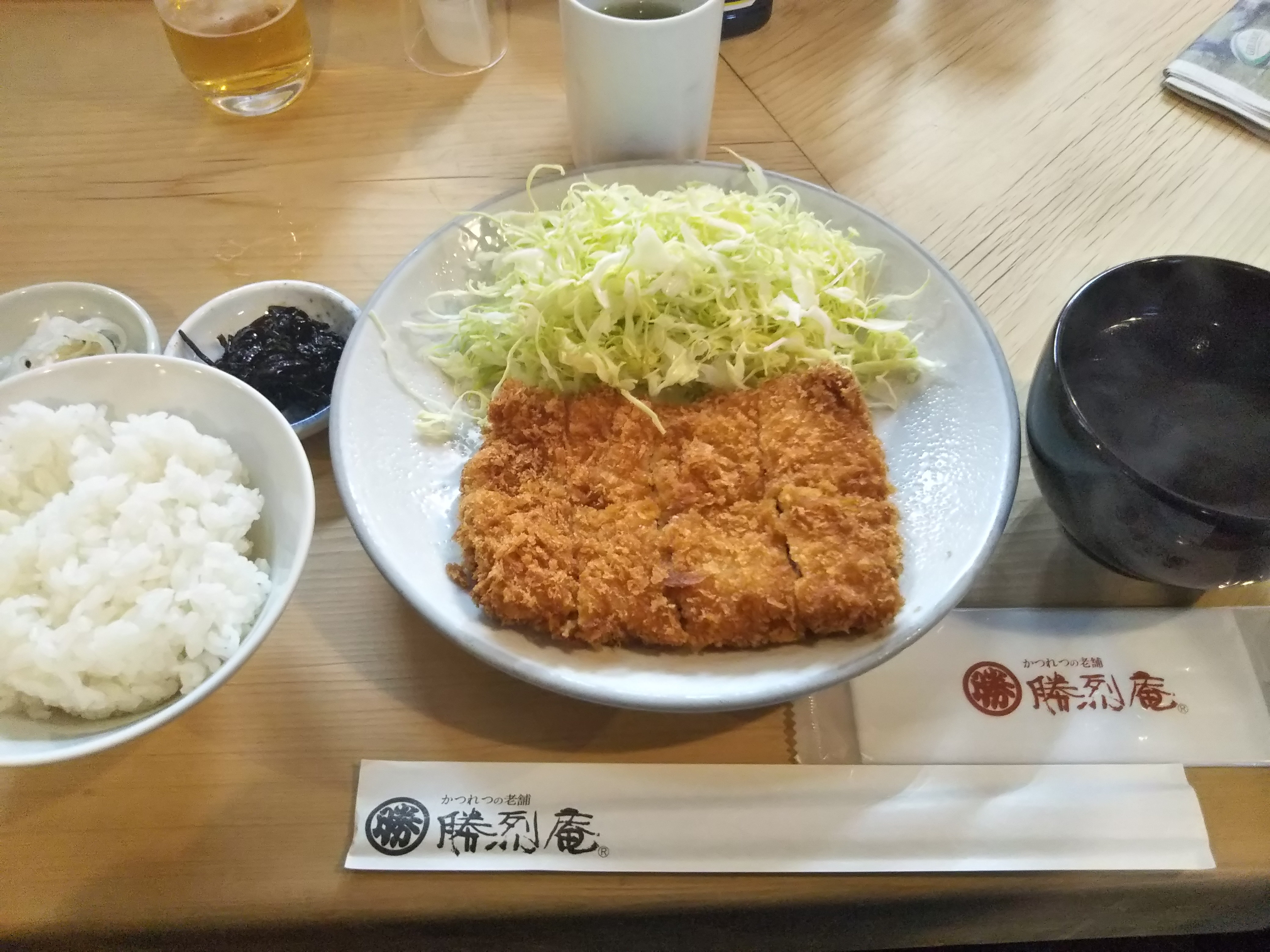
看板メニューの勝烈定食

ソースは自家製で、野菜と果物を2日間煮込んだのち丸一日寝かせて作られる。パン粉は系列の馬車道十番館が製造している。